# Szatmárcseke
Szatmárcseke es un pueblo ubicado en el distrito de Fehérgyarmat, en el condado de Szabolcs-Szatmár-Bereg, Hungría.

## Superficie
Posee una superficie de 36,29 kilómetros cuadrados.

## Demografía
Hasta 2019 la población era de 1574 habitantes, con una densidad de población de 43,37 habitantes por kilómetro cuadrado.